# Багатоатомні спирти

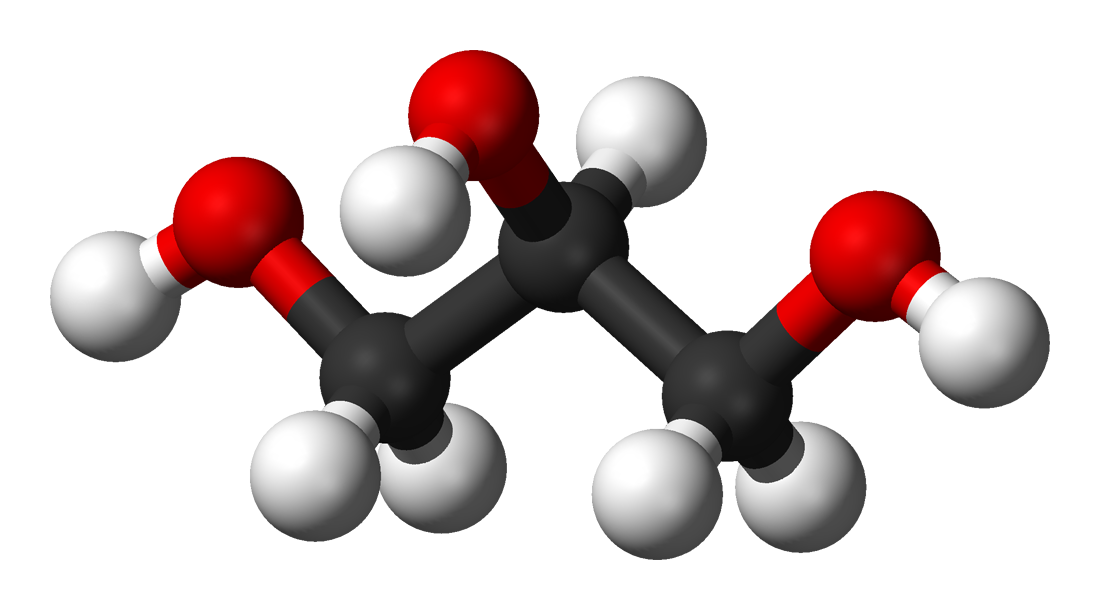
3D-модель гліцерину

Бага́тоато́мні спирти́ (також поліо́ли) — органічні сполуки класу спиртів, які містять у своєму складі кілька гідроксильних груп. Найпростішим представником таких спиртів є етиленгліколь (етандіол-1,2).

## Фізичні властивості
Це безбарвні сироподібні рідини, солодкі на смак. Добре розчинні у воді. Серед багатоатомних спиртів трапляються речовини з різними властивостями, так, наприклад, етиленгліколь — отрута, гліцерин — гігроскопічна, неотруйна речовина, що легко засвоюється організмом.

## Хімічні властивості

Реакція гліцерину з гідроксидом міді(II)

Хімічні властивості багатоатомних спиртів аналогічні до властивостей одноатомних насичених спиртів і визначаються наявністю кількох груп -ОН. У реакції можуть брати участь як одна, так і декілька групи -ОН. Кількість гідроксильних груп позначається на хімічній активності сполук, зокрема, з ростом їх кількості підсилюються кислотні властивості сполуки. Тому багатоатомні спирти легко реагують не лише з лужними металами, але й з лугами і навіть з гідроксидами важких металічних елементів.

## Застосування багатоатомних спиртів
Етиленгліколь і гліцерин використовуються в промисловому органічному синтезі.
Водні розчини етиленгліколю і гліцерину замерзають при низьких температурах, тому їх використовують як антифризи — рідини з низькою температурою замерзання, які застосовуються для охолодження двигунів внутрішнього згоряння.
У харчовій промисловості гліцерин використовують для приготування лікерів та безалкогольних напоїв, у паперовій та шкіряній промисловості — для збереження матеріалів від висихання. Він входить до складу багатьох косметичних препаратів і широко використовується як речовина для пом'якшення шкіри .